# Jean-Urbain Guérin
Jean-Urbain Guérin (født 1760 i Strassburg, død 1836 i Épernay) var en fransk miniaturmaler. Han var bror til Christophe Guérin. 
Guérin blev uddannet i Paris og vandt der Marie Antoinettes beskyttelse. Han blev landflygtig i revolutionsårene (stod 1792 ved Nationalgarden), vendte tilbage til hovedstaden under konsulatet, var velset af Bonaparte og blev senere udnævnt til konservator for Strassburgs museum. Han har udført mange dygtige miniaturportrætter (blandt andet Kléber 1798, Louvre; Napoleon; Bernadotte).